# Dordives
Dordives ist eine französische Gemeinde mit 3.257 Einwohnern (Stand: 1. Januar 2022) im Département Loiret in der Region Centre-Val de Loire. Sie gehört zum Arrondissement Montargis und zum Kanton Courtenay. Die Einwohner werden Dordivois genannt.

## Geographie
Die Gemeinde Dordives liegt 18 Kilometer in nördlich von Montargis in der Landschaft Gâtinais am Flüsschen Betz, das hier in den Loing mündet. Umgeben wird Dordives von den Nachbargemeinden Souppes-sur-Loing im Norden, Chaintreaux im Nordosten, Bransles im Osten, Ferrières-en-Gâtinais im Südosten, Fontenay-sur-Loing im Süden, Nargis im Südwesten sowie Château-Landon im Westen. Durch die Gemeinde führen die Autoroute A77 und die frühere Route nationale 7 (heutige D607). Dordives hat ferner einen Haltepunkt an der Bahnstrecke Moret-Veneux-les-Sablons–Lyon-Perrache.

## Bevölkerungsentwicklung
| Jahr                       | 1962 | 1968 | 1975 | 1982 | 1990 | 1999 | 2006 | 2013 | 2022 |
| Einwohner                  | 912  | 1015 | 1381 | 1941 | 2388 | 2593 | 2802 | 3232 | 3257 |
| Quellen: Cassini und INSEE |      |      |      |      |      |      |      |      |      |

## Sehenswürdigkeiten

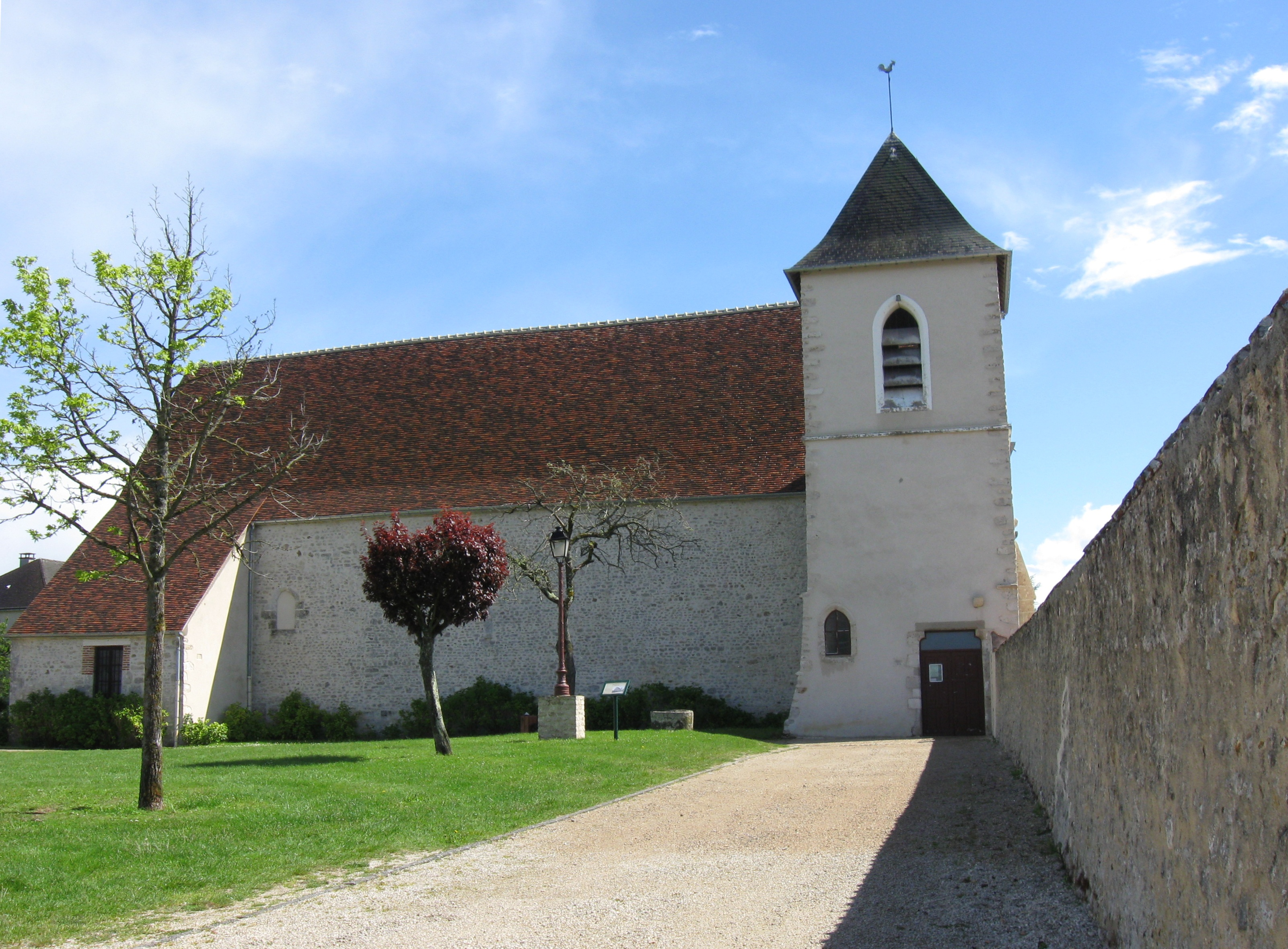
Kirche Saint-Étienne
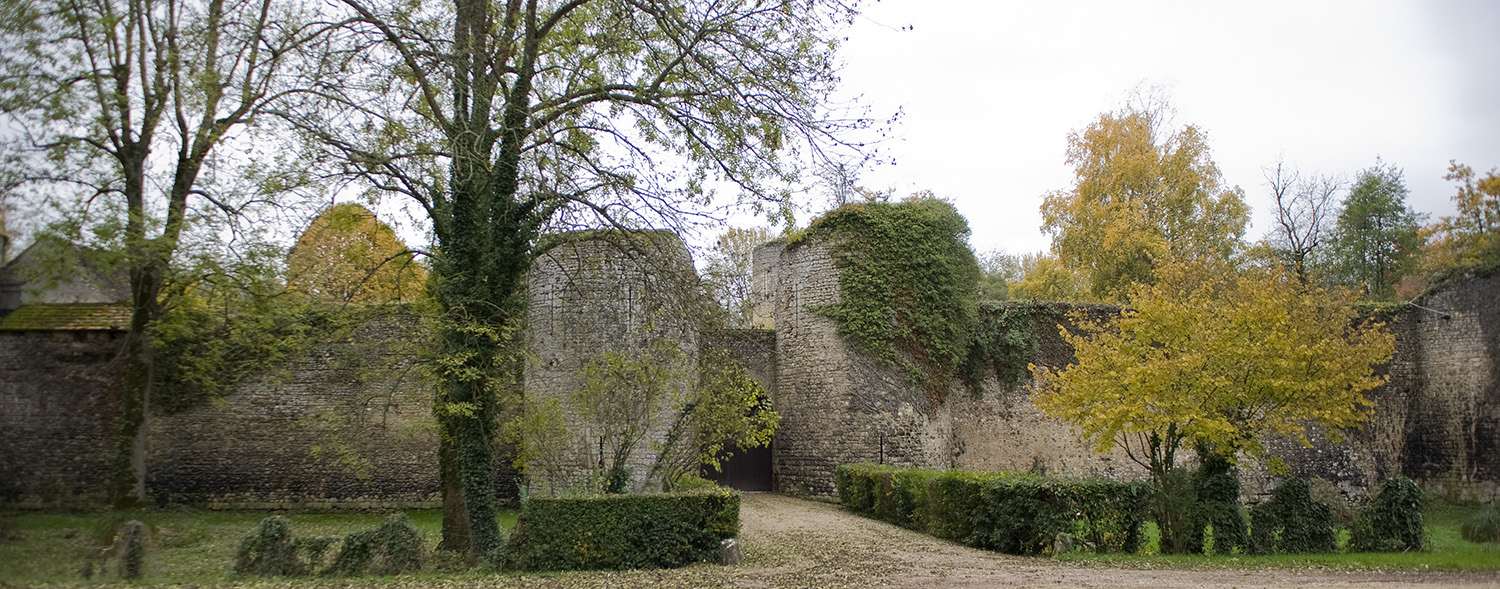
Ruinen des Schlosses Mez-le-Maréchal, seit 1940 Monument historique
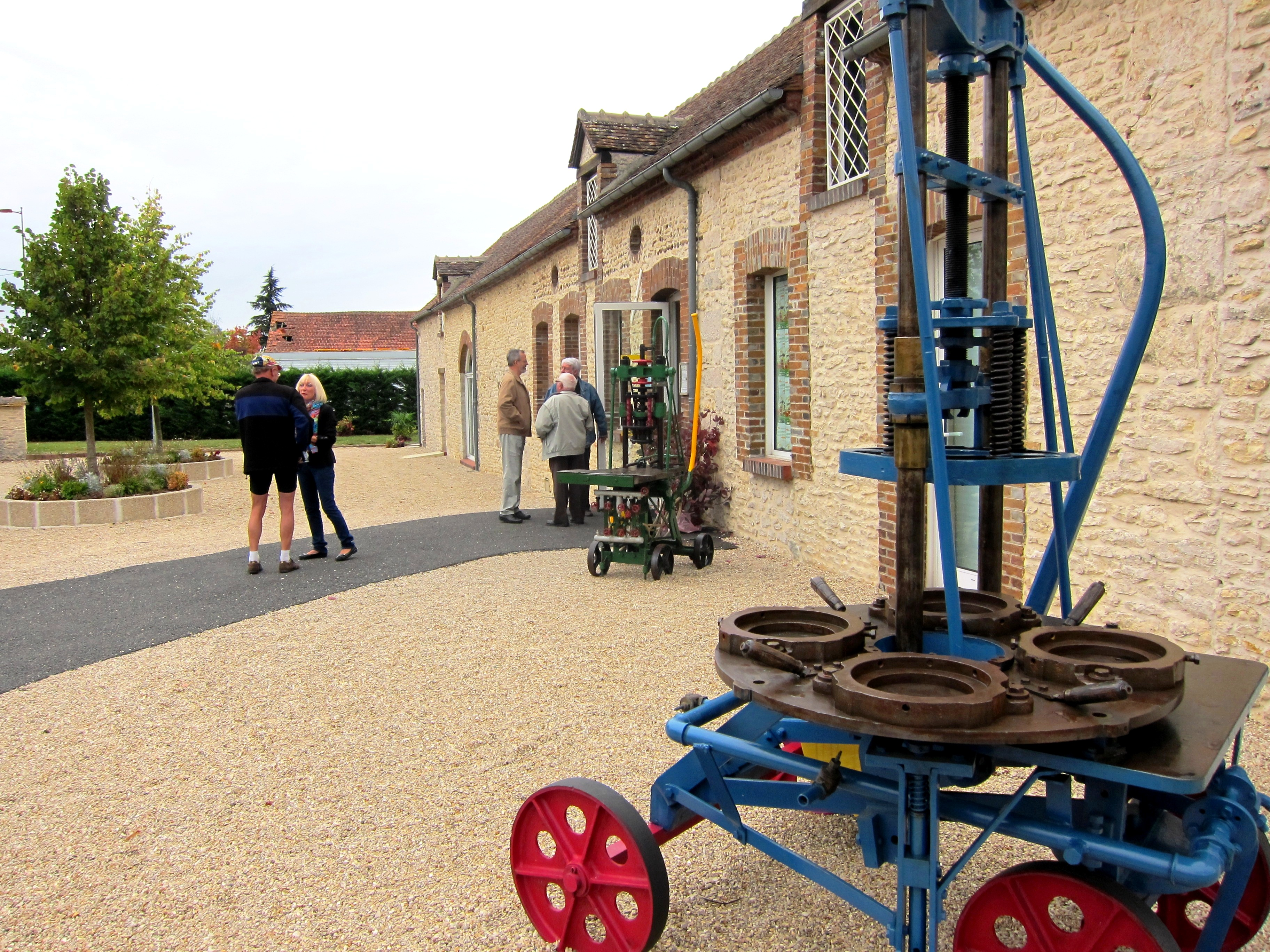
Schloss Thurelles
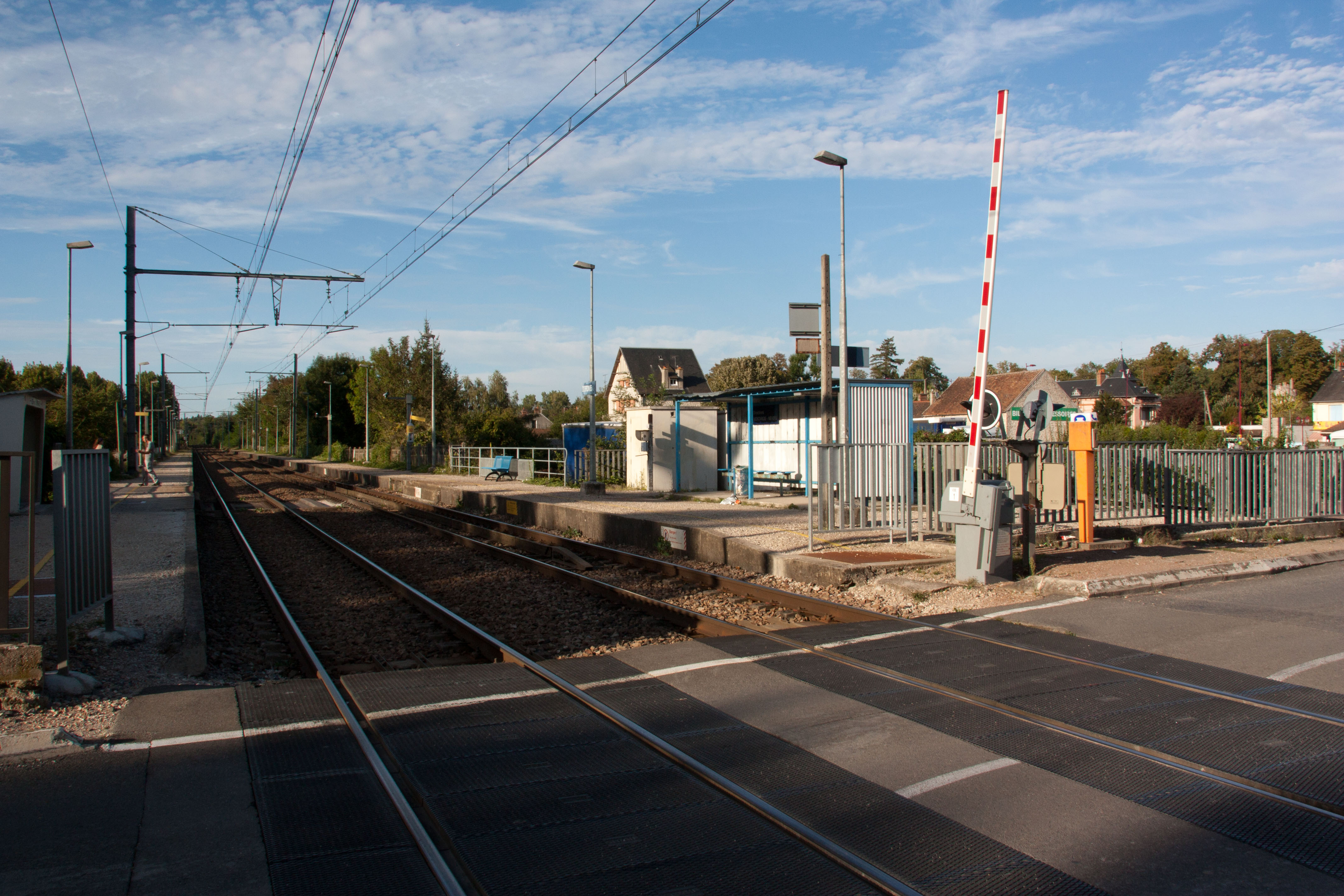
Mühlen Nançay und Le Metz

- Kirche Saint-Étienne
- Reste des Schlosses Mez-le-Maréchal
- Glasmuseum
- Bahnhof

## Persönlichkeiten
- Albéric Clément (um 1165–1191), (erster) Marschall Frankreichs, auf Schloss (Le) Mez geboren und aufgewachsen